# Tendai Mukomberanwa
Tendai Mukomberanwa es un escultor de Zimbabue conocido por sus tallas en piedra, nacido el año 1974.
Hijo de Grace Mukomberanwa y Nicholas Mukomberanwa, Tendai comenzó a trabajar con su padre a los diez años siendo todavía un niño. Sus obras han sido expuesta en diferentes países alrededor del mundo.· En la actualidad trabaja en el taller familiar de Ruwa.

## Carrera artística
Tendai comenzó a tallar la piedra desde la infancia, recibiendo la formación de su padre, el internacionalmente famoso, Nicholas Mukomberanwa. Posteriormente recibió formación académica siguiendo los estudios de Bellas Artes en la Universidad Estatal Sonoma (en) en California. Regresó a África, asentándose en Sudáfrica, donde impartió clases de informática. En la actualidad está dedicado a la escultura en el taller familiar de Ruwa, en las proximidades de Harare.

## La familia Mukomberanwa de escultores
Es miembro de la familia Mukomberanwa de escultores. Mukomberanwa es el hermano de Anderson, Taguma, Netsai y Ennica Mukomberanwa, y el primo de Nesbert Mukomberanwa, todos ellos escultores.